# Roy Williams (Leichtathlet)
Roy Alfred Williams (* 9. September 1934 in Dunedin) ist ein ehemaliger neuseeländischer Zehnkämpfer.

## Leben
Williams wurde am 9. September 1934 in Dunedin geboren, wuchs dort auf und wurde zeit seines Lebens mit seiner in Neuseeland bekannten älteren Schwester Yvette Williams, die 1952 Olympiasiegerin im Weitsprung war und in ihrer Karriere vier Empire Games Goldmedaillen holte, in Verbindung gebracht.
Nach dem Ende seiner Karriere als Sportler im Jahr 1970, trainierte er für über 30 Jahre junge Athleten im Waitakere City Athletic Club in Auckland. Von Athleten des Clubs wurden 28 Titel in Neuseeland geholt und 17 Landes-Rekorde aufgestellt. Auch arbeitete er über 25 Jahre als Sportjournalist für den Auckland Star.

## Qualifikationen
Obwohl Williams zwischen 1956 und 1970 elf nationale Titel im Zehnkampf gewann, wurde er nie für die Olympischen Spiele nominiert.
- 1958 – Bei den British Empire and Commonwealth Games in Cardiff wurde er 1956 Sechster im Weitsprung.
- 1964 – Im kalifornischen Walnut stellte Williams am 26. April 1964 mit 7335 Punkten einen Commonwealth-Rekord auf.
- 1966 – Bei den British Empire and Commonwealth Games in Kingston gewann der 1966 mit 7270 Punkten die Goldmedaille im Zehnkampf.
- 1967 – In Los Angeles verbesserte er am 9. Juli 1967 mit 7438 Punkten seinen bisherigen Commonwealth-Rekord (7277 Punkte in der heutigen Wertung).
- 1970 – Bei den British Commonwealth Games in Edinburgh gab er nach drei Disziplinen wegen einer Verletzung auf.

## Ehrungen
- 1966 wurde Williams zum Sportler des Jahres in Neuseeland gewählt.[1]
- 1990 wurde er in die Sports Hall of Fame in Neuseeland ausgenommen.[1]
- 2002 wurde er mit dem New Zealand Order of Merit für seine Verdienste um den Leichtathletiksport geehrt.[2]